# Miguel de Molinos
Miguel de Molinos (Muniesa, Spanyolország, 1628. június 29. – Róma, Pápai Állam 1696. december 29.) spanyol misztikus, egyházi író, a kvietizmus vallási mozgalmának legfőbb képviselője.

## Élete
Fiatalkorában Valenciába érkezett, az itteni jezsuita Szent Pál-kollégiumban tanult. 1652-ben szentelték katolikus pappá, nem sokkal később doktorátust szerzett. Keresett lelki tanácsadó lett, egy apácaközösség gyóntatójaként tevékenykedett a Szent Tamás-templomban. 1662-ben vagy 1663-ban Rómába utazott, Jerónimo Simón boldoggá avatásának ügyében eljárni. Itt kezdte el kiadni lelkiségi írásait, többek közt a Szellemi útmutatót, mely legfőbb műve, bár eredetileg a kvietizmus gyanújának elkerülése szándékával írta. 1685-ben feljelentették, az inkvizíció letartóztatta.
Annak ellenére, hogy XI. Ince pápa Coelestis Pastor kezdetű bullájában már 1687-ben eretneknek ítélte, pere  11 éven át, egészen 1696-ig tartott, ekkor életfogytiglani fogságra ítélték. Ugyanebben az évben halt meg a börtönben. Művei közül a legjelentősebbek a Guía Espiritual és a Defensa de la contemplación (A szemlélődés védelme).